# Unerlaubte Entfernung (Militär)
Als Unerlaubte Entfernung, Eigenmächtige Abwesenheit (kurz: EA) oder Unerlaubte Abwesenheit bezeichnet man im Militärwesen die ungerechtfertigte bzw. befehlswidrige Entfernung von der Truppe mit der Absicht, sich dem Wehr- oder Kriegsdienst zeitweilig zu entziehen. Sie ist nicht gleichbedeutend mit der Fahnenflucht (Desertion), bei welcher die Absicht vorliegt, sich dauerhaft zu entfernen. Trotzdem wurde dieses Dienstvergehen historisch in der Regel ebenso schwer wie die Desertion bestraft und dieser damit de facto gleichgestellt.

## Deutschland

### Drittes Reich
In der Wehrmacht wurde durch die NS-Militärjustiz unerlaubte Entfernung mit bis zu zehn Jahren Freiheitsstrafe bestraft (§ 64 Militärstrafgesetzbuch). Dagegen wurde Fahnenflucht oft mit dem Tode bestraft.

### Bundeswehr
Auch in der Bundeswehr ist die Eigenmächtige Abwesenheit von der Truppe ein Dienstvergehen (bei weniger als drei Tagen) bzw. eine Straftat bei mehr als 72 (zusammenhängenden) Stunden (§ 15 Wehrstrafgesetz).
§ 15 WStG (Eigenmächtige Abwesenheit):
(1) Wer eigenmächtig seine Truppe oder Dienststelle verlässt oder ihr fernbleibt und vorsätzlich oder fahrlässig länger als drei volle Kalendertage abwesend ist, wird mit Freiheitsstrafe bis zu drei Jahren bestraft.
(2) Ebenso wird bestraft, wer außerhalb des räumlichen Geltungsbereichs dieses Gesetzes von seiner Truppe oder Dienststelle abgekommen ist und es vorsätzlich oder fahrlässig unterlässt, sich bei ihr, einer anderen Truppe oder Dienststelle der Bundeswehr oder einer Behörde der Bundesrepublik Deutschland innerhalb von drei vollen Kalendertagen zu melden.
In der Regel wird bei Bekanntwerden einer eigenmächtigen Abwesenheit durch den Disziplinarvorgesetzten des Soldaten die zuständige Kommandobehörde (Wehrbereichskommando) informiert, welche spätestens nach Ablauf einer Frist von drei vollen Kalendertagen das für den Wohnort des Soldaten zuständige Feldjägerdienstkommando mit der Suche nach dem Soldaten beauftragt. Bei der Suche nach dem Soldaten arbeiten die Feldjäger mit den zuständigen Polizeidienststellen zusammen. Nach Ergreifung des eigenmächtig abwesenden Soldaten wird dieser wieder seiner Truppe zugeführt.
Zu beachten ist hierbei, dass eigenmächtige Abwesenheit im Wiederholungsfall (in der Regel ab dem fünften Mal) unter Umständen den Tatbestand der Fahnenflucht erfüllen kann. Die Vermutung liegt dann nahe, dass der eigenmächtig abwesende Soldat durch seine wiederholte Abwesenheit versucht, sich dauerhaft dem Wehrdienst zu entziehen.

## Österreich
In Österreich wird nach § 8 Militärstrafgesetz von Unerlaubter Abwesenheit gesprochen, wenn ein Soldat auch nur fahrlässig der Truppe länger als 24 Stunden fernbleibt, und sich dadurch dem Dienst entzieht.

## Schweiz
In der Schweiz gilt Unerlaubte Entfernung als Militärdienstversäumnis nach Art. 82 bzw. 83 Militärstrafgesetz.